# Perego
Perego är en ort och frazione i kommunen La Valletta Brianza i provinsen Lecco i regionen Lombardiet i Italien. 
Perego upphörde som kommun den 30 januari 2015 och bildade med den tidigare kommunen Rovagnate den nya kommunen La Valletta Brianza. Den tidigare kommunen hade 1 799 invånare (2014).